# Japanische Fußballnationalmannschaft (U-22-Männer)
Die japanische U-22-Fußballnationalmannschaft ist eine Auswahlmannschaft japanischer Fußballspieler. Sie unterliegt der Verantwortung der Japan Football Association und repräsentiert sie international auf U-22-Ebene in Freundschaftsspielen gegen die Auswahlmannschaften anderer nationaler Verbände. Pflichtspiele finden etwa im Bereich von Kontinentalwettbewerben der Asian Football Confederation oder auf FIFA-Ebene mittlerweile nur noch für die japanische U-23-Nationalmannschaft statt.

## Geschichte
Die heutige U-23-Asienmeisterschaft wurde ursprünglich mit der Altersstufe U-22 eingeführt, jedoch nach der erstmaligen Austragung als U-22-Asienmeisterschaft 2013 die Altersstufe auf U-23 erhöht. Bei dem Turnier erreichte die japanische Auswahl als Gruppenzweiter das Viertelfinale, in dem sie gegen den späteren Titelträger Irak ausschied. Aus dem von Auswahltrainer Makoto Teguramori zusammengestellten und betreuten Turnierkader schafften mit Takuma Asano, Ken Matsubara, Shōya Nakajima, Musashi Suzuki, Naomichi Ueda und Ryōsuke Yamanaka einige Spieler den Sprung in die A-Nationalmannschaft.
Bereits zuvor und danach fanden Spiele einer japanischen U-22-Nationalmannschaft statt. Diese dienten insbesondere zur Vorbereitung auf Turniere der U-23-Altersstufe, etwa im Rahmen von Olympiafußballturnieren oder der oben genannten U-23-Asienmeisterschaften.